# Bernhard Fucik
Bernhard Fucik (* 26. September 1990 in Wiener Neustadt) ist ein österreichischer Fußballspieler.

## Karriere
Fucik begann seine Karriere in der Jugendmannschaft des SVg Breitenau/Schwarzau in Niederösterreich. Insgesamt spielte er, ausgenommen von einem kleinen Abstecher als Kooperationsspieler beim SV Weikersdorf, beim Klub und kam zuletzt in dessen Herrenmannschaft mit Spielbetrieb in der achtklassigen 2. Klasse Wechsel zum Einsatz. Mit der Mannschaft wurde er am Ende der Saison 2007/08 Meister und stieg in die 1. Klasse Süd auf. Noch vor dem Aufstieg wechselte Fucik zum SC Neudörfl in die viertklassige Burgenlandliga. Insgesamt blieb er eineinhalb Saisonen in Neudörfl, ehe er zum Ligarivalen UFC Purbach wechselte. Dort konnte er in seiner zweiten Saison positiv auf sich aufmerksam machen, indem er in 13 Spielen neun Tore erzielte, weswegen er umgehend vom Regionalliga-Ost-Klub 1. SC Sollenau verpflichtet wurde. Sollenau blieb ebenfalls eine Zwischenstation. Nach wiederum eineinhalb Saisonen wechselte er in der Winterpause 2012 zum Bundesligaaufsteiger FC Admira Wacker Mödling.
Anfangs wurde Fucik in der Amateurmannschaft eingesetzt, ehe er vom Trainer Dietmar Kühbauer in die erste Mannschaft geholt wurde. Der Stürmer gab sein Debüt in der höchsten österreichischen Spielklasse am 3. März 2012 gegen den SC Wiener Neustadt, als er 81. Minute für den Tschechen Patrik Ježek eingewechselt wurde. Das Spiel in Maria Enzersdorf wurde 2:0 gewonnen. Insgesamt kam er in dieser Bundesligasaison auf drei weitere Einsätze.
Im Jänner 2013 wechselte Fucik leihweise zu First Vienna FC.
Nach seiner Rückkehr zur Admira kam er weder für die Profis noch für die Amateure zum Einsatz. Im Jänner 2014 schloss er sich dem Zweitligisten SKN St. Pölten an. Nach eineinhalb Jahren in der niederösterreichischen Landeshauptstadt kehrte er zur inzwischen nur noch drittklassig spielenden Vienna zurück.
Zur Saison 2016/17 wechselte er zum Regionalliga-Mitte-Vertreter SK Austria Klagenfurt. Nach einem Jahr bei den Kärntnern wechselte er im Juli 2017 zum Zweitligisten Floridsdorfer AC. Zur Saison 2018/19 wechselte er zum Regionalligisten FCM Traiskirchen. Nachdem die Vienna zwischenzeitlich zwangsabsteigen musste, heuerte Fucik in der Winterpause 2018/19 erneut beim Klub an und stieg am Ende der Saison von 2. Landesliga in die Wiener Stadtliga auf. Danach war er dort bis zur Unterbrechung und dem nachfolgenden Abbruch des Spielbetriebes aufgrund der COVID-19-Pandemie im Einsatz und wechselte im Sommer 2020 zum Ligakonkurrenten Favoritner AC. Wiederum ein Jahr später schloss er sich seinem Heimatverein SVg Breitenau/Schwarzau (2. Landesliga Ost) an, wo zudem sein Vater Trainer war, um hier seine Karriere als Aktiver ausklingen zu lassen. Nach einer Trainingskontroverse mit einem Mitspieler wurde sein Vertrag am 11. Oktober 2022 aufgelöst.
In der Winterpause 2022/23 schloss er sich dem Ligakonkurrenten Katzelsdorf SC an.